# Grupo Montana
O Grupo Montana é um grupo geológico na Dakota do Sul e Montana. Ele preserva fósseis que datam do final do Cretáceo.
Incluí diversas formações geológicas importantes para compreensão da fauna e flora do Cretáceo Superior do meio oeste americano, tais como a Judith River, a Two Medicine, e a Bearpaw.